# Die Zwillingsbrüder
Die Zwillingsbrüder är ett farsartat sångspel i en akt (ca 45 minuter) av Franz Schubert (musik) och Georg Ernst von Hofmann (libretto). Det komponerades 1819 på uppdrag av Wiener Hofoper och uruppfördes den 14 juni 1820 på Kärntnertortheater i Wien.
Mellan 1814 och sin död 1827 kämpade Schubert oavbrutet för att vinna erkännande som operakompositör, men förgäves. Hans lilla enaktare Die Zwillingsbrüder kom till på uppmaning av vännen Johann Michael Vogl i samarbete med den erfarne teatermannen Georg Ernst von Hofmann, men 1820 var wienarna gripna av Rossinifeber så premiären blev uppskjuten. Operan gavs bara sju gånger.